# Bredestads kyrka

Bredestads kyrka är en kyrkobyggnad i Aneby kommun. Den är församlingskyrka i Aneby församling i Linköpings stift.

## Kyrkobyggnaden
Bredestads kyrka vars skyddspatron är Sankt Laurentius har troligen anor från tidig medeltid. Absiden, koret och östra delen av långhuset tillhör byggnadens ursprungliga delar. 1690 utökades långhuset mot väster. Samtidigt uppfördes tornet med en sin karaktäristiska  hjälmformad huv och höga spira. Kyrkan är byggd av gråsten medan sakristia n på norra sidan och vapenhuset i väster som tillkommit senare har uppförts i tegel. Kyrkorummets innertak är ett plant brädtak försett med målningar från  1700-talet.
Bredestads kyrka kallas för offerkyrka. Det finns inga belägg att den ursprungligen varit det. Troligen har traktens dåvarande sed att kalla den för offerkyrka sin grund i 1600-talet. Då vallfärdade man till Erkestorps källa i Flisby socken.  Källans  vatten  ansågs  hjälpa mot sjukdomar. Efter besöket vid källan passerade man Bredestad och offrade till kyrkan för att ytterligare förstärka källvattnets effekt. Altaruppsatsen från 1697 på norra långhusväggen har troligen tillkommit och bekostats av offergåvor till kyrkan.

## Inventarier
- Triumfkrucifix  från 1200-talets slut.

- Korfönstret är en glasmålning från 1922, gjord av Ove Leijonhufvud och Yngve Lundström och utförda av N.P. Ringströms glasmästarverkstad i Stockholm.

- Altaruppsatsen från 1697 på norra långhusväggen är utförd av Johan Kula och har som motiv Abrahams tilltänkta offer av Isak samt en bild av Kristi uppståndelse.

- Predikstolen i barock  är enligt inskription målad 1648 och utförd av en okänd mästare. Den påminner  mycket om predikstolen i Askeryds kyrka som utfördes 1642 av mäster Hans Been, Västervik och målad av ”mäster Aron”.

- Sankt Mikael skulptur från 1200-talet.
- Dopängeln från 1700-talet.

## Orgel
- 1700 bygger Johan Åhrman en orgel med 5 stämmor. Den såldes till Röks kyrka 1751.
- 1750 bygger Jonas Wistenius en orgel med 6 stämmor.[1]

| Manualen     |
| Principal 4' |
| Gedackt 4'   |
| Oktava 2'    |
| Gedackt 2'   |
| Rauskvint II |
| Trumpet 4'   |

- 1864 byggde Erik Nordström en orgel med 8 stämmor.
- 1945 byggde Åkerman och Lund en orgel med 12 stämmor och 2 manualer och pedal.
- Läktarorgeln från 1970 är byggd av Grönlunds orgelbyggeri i Gammelstad och är mekanisk. Orgeln ingår i en orgelfasad byggd av Jonas Wistenius 1753.

| Huvudverk I  | Bröstverk II      | Pedal      | Koppel |
| Rörflöjt 8’  | Gedackt 8’        | Subbas 16’ | I/P    |
| Principal 4’ | Rörflöjt 4’       | Gedackt 8’ | II/P   |
| Waldflöjt 2’ | Principal 2’      | Octava 4'  | II/I   |
| Mixtur 4 ch  | Nasat 1 1⁄3’      |            |        |
| Skalmeja 8’  | Sesquialtera 2 ch |            |        |